# Havange
Ne doit pas être confondu avec Hayange ou Hivange.
Havange est une commune française située dans le département de la Moselle, en région Grand Est.

## Géographie

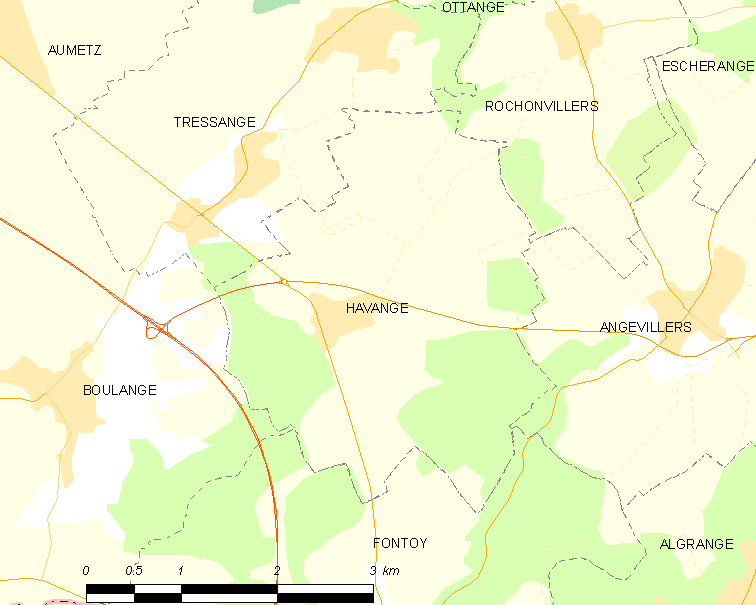
Carte de la commune

Le village est bordé par un étang et est entouré de forêts. Il bénéfice de sa proximité relative de la frontière franco-luxembourgeoise et de l'A30. Les communes voisines sont Tressange, Boulange, Fontoy, Rochonvillers et Angevillers.

### Communes limitrophes
|          | Tressange | Rochonvillers |
| Boulange | Havange   | Angevillers   |
|          | Fontoy    | Algrange      |

### Écarts et lieux-dits
- Gondrange
- la Haute Église

### Hydrographie
La commune est située dans le bassin versant du Rhin au sein du bassin Rhin-Meuse. Elle n'est drainée par aucun cours d'eau.

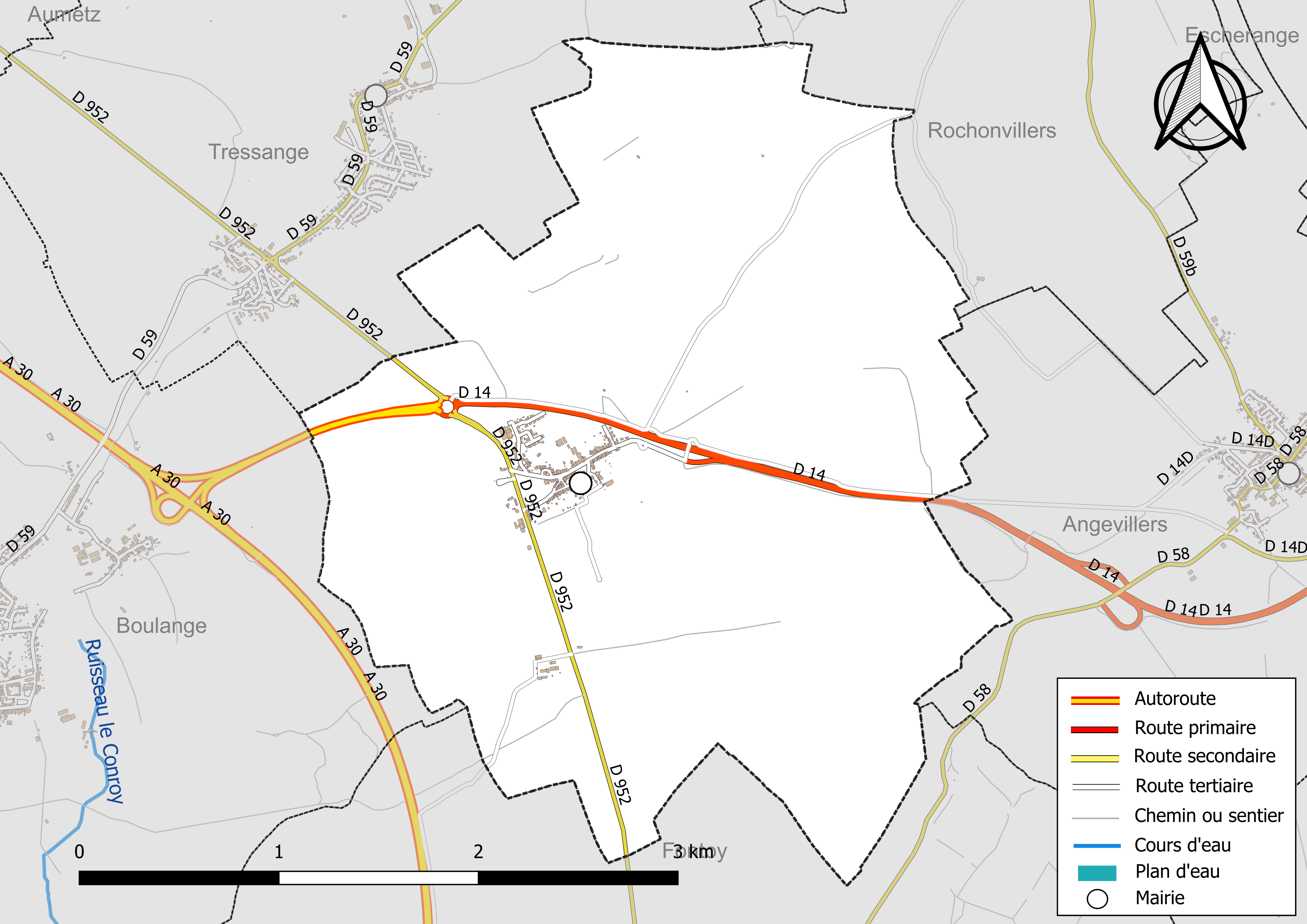
Réseaux hydrographique et routier d'Havange.

### Climat
Pour des articles plus généraux, voir Climat du Grand Est et Climat de la Moselle.
En 2010, le climat de la commune est de type climat de montagne, selon une étude du Centre national de la recherche scientifique s'appuyant sur une série de données couvrant la période 1971-2000. En 2020, Météo-France publie une typologie des climats de la France métropolitaine dans laquelle la commune est exposée à un climat semi-continental et est dans la région climatique  Lorraine, plateau de Langres, Morvan, caractérisée par un hiver rude (1,5 °C), des vents modérés et des brouillards fréquents en automne et hiver. 
Pour la période 1971-2000, la température annuelle moyenne est de 9,1 °C, avec une amplitude thermique annuelle de 16,4 °C. Le cumul annuel moyen de précipitations est de 847 mm, avec 13 jours de précipitations en janvier et 9,3 jours en juillet. Pour la période 1991-2020, la température moyenne annuelle observée sur la station météorologique de Météo-France la plus proche, « Malancourt », sur la commune d'Amnéville à 18 km à vol d'oiseau, est de 10,2 °C et le cumul annuel moyen de précipitations est de 884,1 mm. 
La température maximale relevée sur cette station est de 39,3 °C, atteinte le 25 juillet 2019 ; la température minimale est de −17,9 °C, atteinte le 5 janvier 1985,,. 
Les paramètres climatiques de la commune ont été estimés pour le milieu du siècle (2041-2070) selon différents scénarios d'émission de gaz à effet de serre à partir des nouvelles projections climatiques de référence DRIAS-2020. Ils sont consultables sur un site dédié publié par Météo-France en novembre 2022.

## Urbanisme

### Typologie
Au 1er janvier 2024, Havange est catégorisée commune rurale à habitat dispersé, selon la nouvelle grille communale de densité à sept niveaux définie par l'Insee en 2022.
Elle est située hors unité urbaine. Par ailleurs la commune fait partie de l'aire d'attraction de Luxembourg (partie française), dont elle est une commune de la couronne,. Cette aire, qui regroupe 115 communes, est catégorisée dans les aires de 700 000 habitants ou plus (hors Paris),.

### Occupation des sols
L'occupation des sols de la commune, telle qu'elle ressort de la base de données européenne d’occupation biophysique des sols Corine Land Cover (CLC), est marquée par l'importance des territoires agricoles (65,2 % en 2018), une proportion sensiblement équivalente à celle de 1990 (65,3 %). La répartition détaillée en 2018 est la suivante : 
terres arables (65 %), forêts (31,6 %), zones urbanisées (3,2 %), prairies (0,2 %). L'évolution de l’occupation des sols de la commune et de ses infrastructures peut être observée sur les différentes représentations cartographiques du territoire : la carte de Cassini (XVIIIe siècle), la carte d'état-major (1820-1866) et les cartes ou photos aériennes de l'IGN pour la période actuelle (1950 à aujourd'hui).

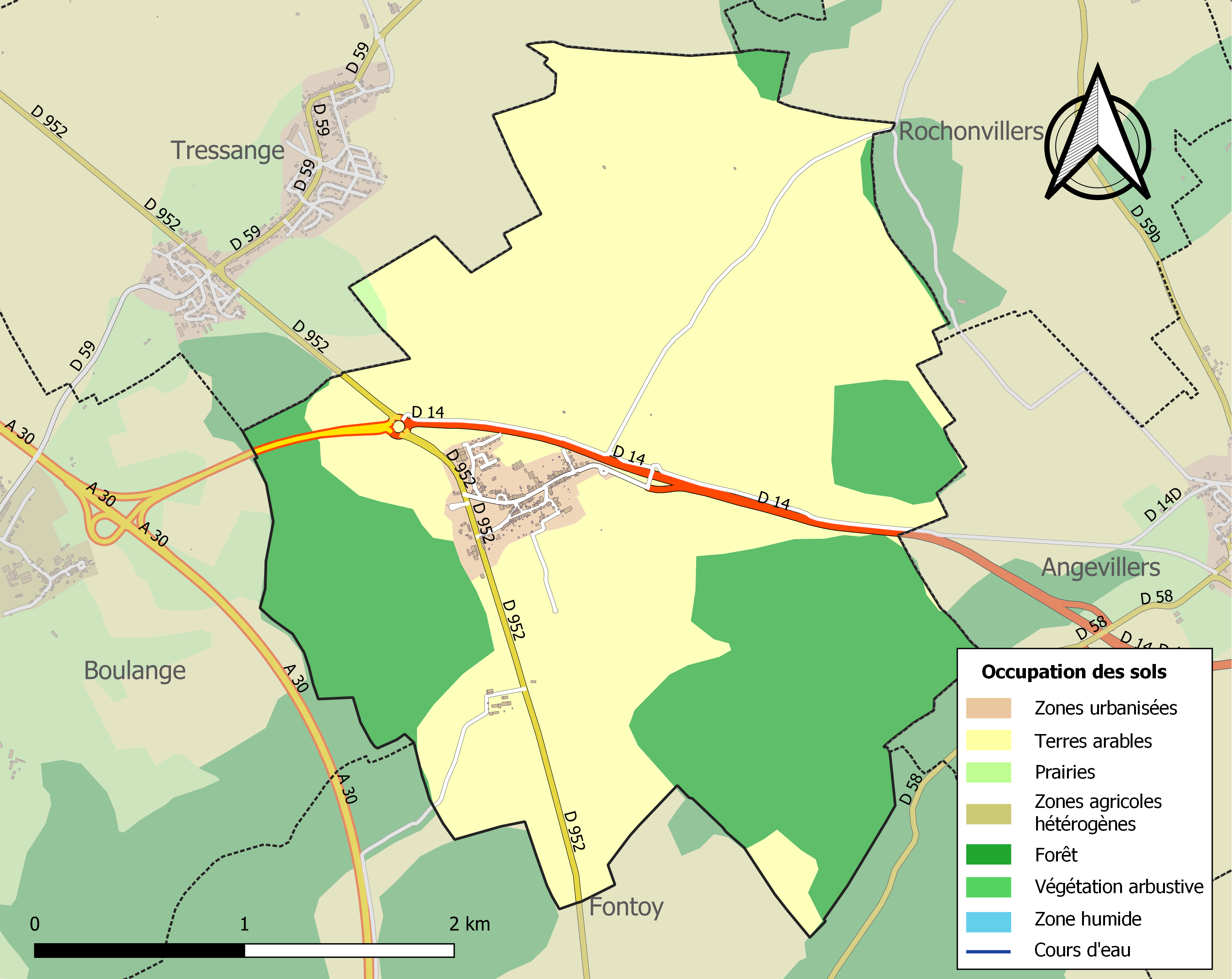
Carte des infrastructures et de l'occupation des sols de la commune en 2018 (CLC).

## Toponymie
- Havange: Havenga[13], Havechingas (953), Hauanges (1387)[14], Hefingen (1473), Hawange (1487)[14], Hawingen[15], Havingen (1871-1918). En luxembourgeois : Hiewéng[16].
- Gondrange : Gonderingen (1267), Gondainges (1315), Guntrenge (1495), Gunterenge (1501), Grunterenge (1525), Guntringen (1528)[17], Gondringen (1681)[14].

## Histoire
À l'époque gallo-romaine, et pendant de nombreux siècles, Havange fut un hameau de Gondrange ainsi qu’en témoignent des cartes anciennes de la région. C’est de cette époque que date la présence assez insolite du cimetière au milieu des champs et assez éloigné du village actuel. En effet, il était situé, comme dans pratiquement tous les villages, juste à côté de l’église paroissiale. Or, l’église de la paroisse de Gondrange était située à cet endroit. Le lieu-dit porte encore le nom de la Haute Église.
Il semble que la guerre de Trente Ans et ses cohortes de Suédois ait eu raison de cette église et provoqué le déclin de Gondrange au profit de Havange.
En 2007, Gondrange, hameau de Havange, est encore représenté par deux fermes.
Havange fut annexée à l’Empire allemand de 1871 à 1918. Cette annexion de dernière minute, avec les communes voisines, se fit en échange contre Belfort et ses environs.
D'après Hans Witte (de), Havange était toujours germanophone à la fin du XVIe siècle, le dialecte germanique y disparut à cause des ravages de la guerre de Trente Ans.

## Politique et administration

### Liste des maires
| Période                                  | Période      | Identité           | Étiquette                   | Qualité |
| ---------------------------------------- | ------------ | ------------------ | --------------------------- | ------- |
| mars 1983                                | janvier 1995 | Aloïs Huttin       | Non-Inscrit                 |         |
| février 1995                             | mars 2001    | Jean-Marie Sigrand | Non-Inscrit                 |         |
| mars 2001                                | En cours     | Marc Ferrero       | Divers droite proche du MPF |         |
| Les données manquantes sont à compléter. |              |                    |                             |         |

### Tendances politiques et résultats

#### Référendum du 20 septembre 1992
Approuvez-vous le projet de loi soumis au peuple français par le président de la République autorisant la ratification du traité sur l'Union européenne ?

#### Référendum du 29 mai 2005
Approuvez-vous le projet de loi qui autorise la ratification du traité établissant une Constitution pour l'Europe ?

## Démographie
L'évolution du nombre d'habitants est connue à travers les recensements de la population effectués dans la commune depuis 1793. Pour les communes de moins de 10 000 habitants, une enquête de recensement portant sur toute la population est réalisée tous les cinq ans, les populations de référence des années intermédiaires étant quant à elles estimées par interpolation ou extrapolation. Pour la commune, le premier recensement exhaustif entrant dans le cadre du nouveau dispositif a été réalisé en 2006.

En 2022, la commune comptait 451 habitants, en évolution de +0,67 % par rapport à 2016 (Moselle : +0,52 %, France hors Mayotte : +2,11 %).
| 1793 | 1800 | 1806 | 1821 | 1836 | 1841 | 1861 | 1866 | 1871 |
| ---- | ---- | ---- | ---- | ---- | ---- | ---- | ---- | ---- |
| 296  | 277  | 320  | 381  | 429  | 414  | 386  | 377  | 359  |

| 1875 | 1880 | 1885 | 1890 | 1895 | 1900 | 1905 | 1910 | 1921 |
| ---- | ---- | ---- | ---- | ---- | ---- | ---- | ---- | ---- |
| 360  | 355  | 358  | 348  | 309  | 392  | 411  | 389  | 356  |

| 1926 | 1931 | 1936 | 1946 | 1954 | 1962 | 1968 | 1975 | 1982 |
| ---- | ---- | ---- | ---- | ---- | ---- | ---- | ---- | ---- |
| 367  | 406  | 395  | 309  | 350  | 439  | 390  | 398  | 351  |

| 1990 | 1999 | 2006 | 2011 | 2016 | 2021 | 2022 | - | - |
| ---- | ---- | ---- | ---- | ---- | ---- | ---- | - | - |
| 317  | 330  | 405  | 461  | 448  | 451  | 451  | - | - |

## Culture locale et patrimoine

### Lieux et monuments

#### L’autel gallo-romain
L’un des plus beaux monuments conservés par le musée de Metz provient de Havange.
Il s’agit du fameux autel octogonal des dieux de la semaine qui fut découvert sur le ban communal en 1817.
D’époque gallo-romaine, cet autel comporte huit faces : sept de ces faces évoquent les dieux de la semaine, la huitième porte la dédicace « IOM - Iovi Optimo Maximo » soit « à Jupiter le meilleur et le plus grand ».

#### Édifice religieux

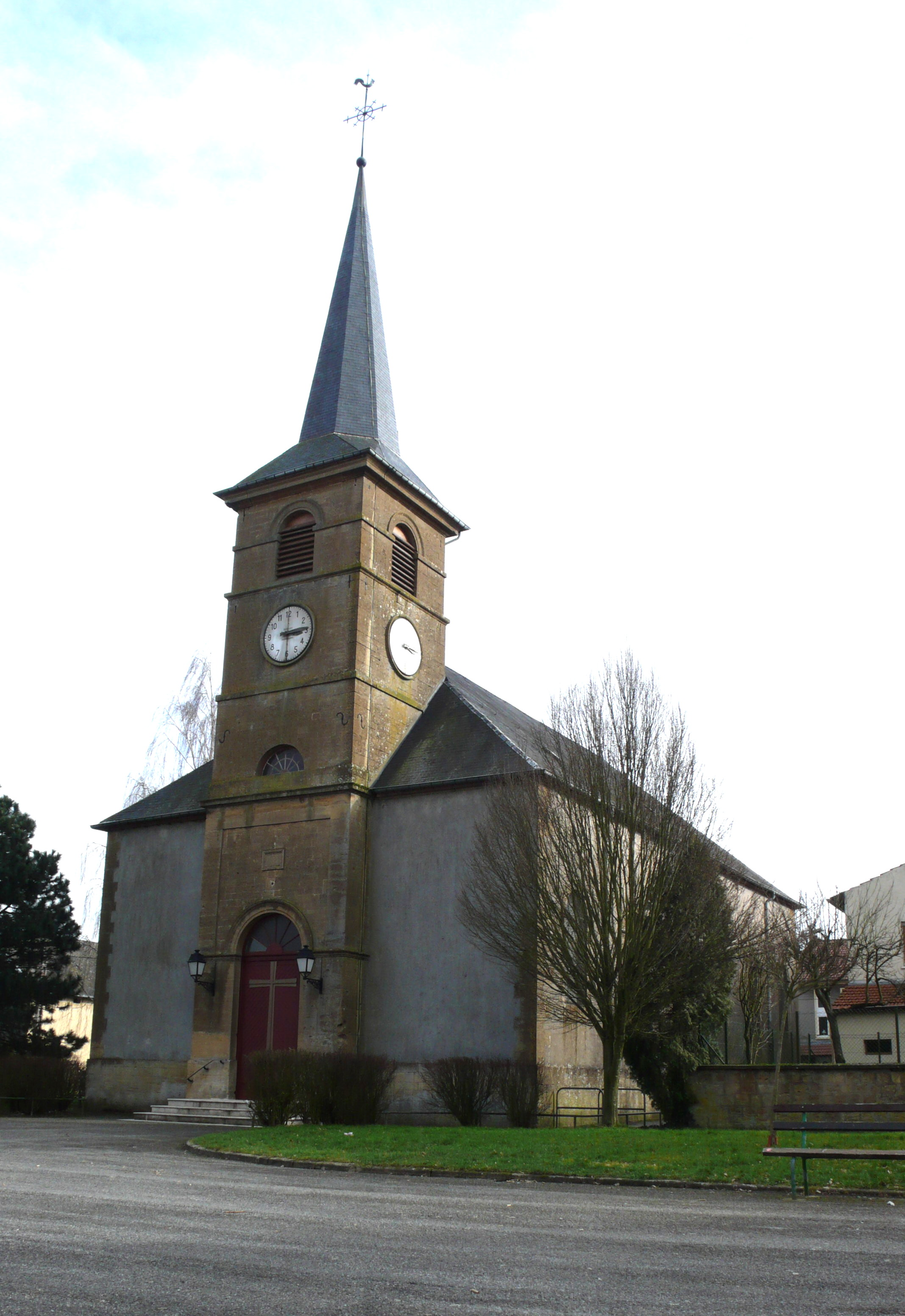
Église Saint-Jean-Baptiste de Havange.

- Église Saint-Jean-Baptiste (1843).

### Héraldique
| Blason | Blasonnement : D'argent à trois chevrons de gueules, accompagné en chef de deux serres d'aigle de sable affrontées. Commentaires : Ce sont les armes des anciens seigneurs : Les chevrons de Bassompierre et les serres de l'abbaye de Villers-Bettnach |

## Pour approfondir